# Notoxus apicalis
Notoxus apicalis är en skalbaggsart som beskrevs av Leconte 1852. Notoxus apicalis ingår i släktet Notoxus och familjen kvickbaggar. Inga underarter finns listade i Catalogue of Life.